# 일본국 헌법 제11조
일본국 헌법 제11조(일본어: 日本国憲法第11条)은 일본국 헌법 제3장 "국민의 권리와 의무"의 조문 중 하나이다. 기본적 인권의 향유에 대해 규정하고 있으며, 제12조, 제13조와 함께 인권 보장의 기본 원칙을 규정하고 있다.

## 조문
일본국 헌법 제11조
국민은 모든 기본적 인권의 향유를 방해받지 아니한다. 이 헌법이 국민에게 보장하는 기본적 인권은 침범할 수 없는 영구한 권리로써 현재 및 장래의 국민에게 주어진다.

## 해설
기본적 인권에 관한 총론적 규정이다. 구체적인 인권에 관한 규정은 일본국 헌법 제13조에 열거되어 있고, 이 외에 해석에 의해 인정된 인권도 일반적으로 헌법이 인정하는 기본적 인권으로 파악된다.